# ライライゴクウ
ライライゴクウとは、2002年にリリースされたエレコ（アルゼグループ）のパチスロ機。エクステージ筐体が採用されている。

## 概要
Aタイプ。ストック機能・AT機能搭載。基本的には8枚役AT機の一種。ストック機能はプレミア的存在で、ストックはほとんど溜まらない仕様になっている（通常はBIG当選即放出。BIG時の10%でストック）。
筐体上部のLEDと4thリールでチャンス演出が展開される。
AT抽選契機はボーナスフラグと小役の「山」フラグ。AT「来来タイム」は20ゲーム1セットで連荘性あり。ストック解放はボーナスで抽選しており、当選するとBIG1ゲーム連荘の70%ループとなる。
爆裂AT機全盛期の中にリリースされたため8枚役ATの本機種は比較的地味な存在だったが、強力な天井性能を持っていたため一部で注目された（BIG間1200GでAT5連荘）。特にBIG間2700GでのAT30連はそれだけで2400枚近く獲得できるため、ハマりにも期待感があった。